# Endeis raleighi
Endeis raleighi är en havsspindelart som beskrevs av Bamber, R.N. 1992. Endeis raleighi ingår i släktet Endeis och familjen Endeididae. Inga underarter finns listade i Catalogue of Life.